# Glenea ealensis
Glenea ealensis är en skalbaggsart som beskrevs av Stefan von Breuning 1952. Glenea ealensis ingår i släktet Glenea och familjen långhorningar. Inga underarter finns listade i Catalogue of Life.